# Кастельнуово-Берарденга
Кастельнуово-Берарденга (італ. Castelnuovo Berardenga) — муніципалітет в Італії, у регіоні Тоскана,  провінція Сієна.
Кастельнуово-Берарденга розташоване на відстані близько 185 км на північний захід від Рима, 55 км на південний схід від Флоренції, 14 км на схід від Сієни.
Населення — 9125 осіб (2014).

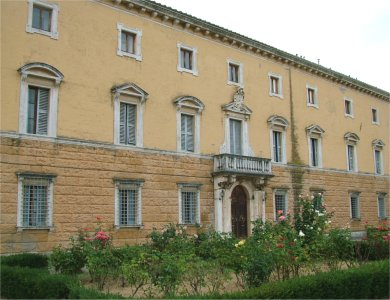

Щорічний фестиваль відбувається 5 червня. Покровитель — Giusto.

## Демографія
Населення за роками:

Станом на 1 січня 2023 року в муніципалітеті офіційно проживало 889 іноземців з 69 країн, серед них 197 громадян країн Євросоюзу та 30 громадян України.

## Сусідні муніципалітети
- Ашано
- Бучине
- Кастелліна-ін-К'янті
- Гайоле-ін-К'янті
- Монтериджоні
- Радда-ін-К'янті
- Раполано-Терме
- Сієна